# نظرية مؤامرة الاستبدال العظيم في الولايات المتحدة
في الولايات المتحدة، عادةً ما تدعي نظرية مؤامرة الاستبدال العظيم أن النخب السياسية تسعى عمدًا لزيادة عدد الأقليات العرقية والدينية في محاولة منها لتهجير السكان الأمريكيين البيض المسيحيين. وقد استخدمها المؤمنون بها ذريعةً عنصرية في محاولة للترويج لسياسات مناهضة للهجرة والترويج لأيديولوجية معادية للأجانب. وقد حظت هذه النظرية بدعم قوي في العديد من قطاعات الحزب الجمهوري. وفقًا لديفيد سميث، يتفق اثنان من كل ثلاثة جمهوريين مع نظرية الاستبدال العظيم. ونتيجة لذلك، أصبحت هذه النظرية قضية رئيسية في النقاش السياسي. كما أثارت ردود فعل عنيفة، متضمنةً جرائم قتل جماعي. وقد وجدت دراسة نُشرت عام 2024 أن مؤيدي نظرية مؤامرة الاستبدال العظيم يميلون إلى امتلاك سمات شخصية معادية للمجتمع، ووجهات نظر استبدادية، ومواقف سلبية تجاه المهاجرين والأقليات والنساء. الاسم مشتق من نظرية الاستبدال الكبير، التي ابتكرها الكاتب الفرنسي رينو كامو عام 2011؛ وهي تروج في أوروبا، وتتشابه إلى حد ما مع نظرية مؤامرة الإبادة الجماعية البيضاء، التي روج لها الإرهابي الأمريكي ديفيد لين في بيانه للإبادة الجماعية البيضاء عام 1995.
نشأت آراء مماثلة في النزعة القومية الأمريكية نحو عام 1900. ووفقًا لإريكا لي، عام 1894، كان مؤسسو رابطة تقييد الهجرة، وهم من الطبقة العليا من اليانكي، مقتنعين بأن التقاليد والشعوب والثقافات الأنجلوساكسونية تغرق في سيل من الأجانب الأقل عرقيًا القادمين من جنوب وشرق أوروبا.

## الاستجابة للتغيرات الديموغرافية
أدت التغييرات في طريقة تصنيف مكتب الإحصاء للسكان حسب العرق إلى توقع عام 2008 بأن الأمريكيين البيض غير اللاتينيين سيشكلون أقل من نصف سكان الولايات المتحدة بحلول عام 2042. وقد انتقد الأكاديميون هذا التوقع ووصفوه بأنه مضلل، لكنه حظي بتغطية إعلامية واسعة النطاق من قبل وسائل الإعلام الوطنية والجماعات القومية البيضاء. يقول عالم الاجتماع ريتشارد ألبا إن التوقعات السكانية التي تؤيِد الاعتقاد السائد بقدوم مجتمع الأغلبية-الأقلية في العقود القليلة القادمة تستند إلى تصنيف الغالبية العظمى من الأفراد ذوي الأغلبية-الأقلية المختلطة على أنهم غير بيض، ومن ثم أقلية. وتناقض الأدلة حتى الآن بشدة هذا التصنيف. مع ذلك، أثار هذا التوقع قلقًا واسع النطاق، بل وحتى عنفًا. كان الأمر يتعلق بكيفية قراءة الإحصاءات. وكما ذكرت صحيفة نيويورك تايمز، فقد وجدت دراسة شارك في تأليفها عالم الديموغرافيا دويل مايرز، أن عرض البيانات بشكل مختلف قد ينتج رد فعل أقل قلقًا بكثير، ووجدوا أن الآثار السلبية الناجمة عن قراءة تقارير عن تراجع أعداد البيض قد تلاشت إلى حد بعيد عندما قرأ نفس الأشخاص عن كيفية اتساع فئة البيض باستيعاب الشباب متعددي الأعراق من طريق الزواج المختلط.
وفقًا لكالي روجرز من موقع FiveThirtyEight، فإن حجج الاستبدال الكبير في الولايات المتحدة تستند إلى افتراضات خاطئة حول التركيبة السكانية الأمريكية والهجرة، أن البيض سيصبحون قريبًا أقلية في هذا البلد، وأن المهاجرين والناخبين غير البيض جميعهم ديمقراطيون، وأن عدم كونهم الأغلبية يعني فقدان السلطة. وعندما تُدحض هذه الافتراضات، تصبح المبررات الحقيقية لهذه المخاوف واضحة.
وجد استطلاع رأي أجرته وكالة أسوشيتد برس في مايو 2022 أن ثلث البالغين الأمريكيين يعتقدون أن هناك جهودًا جارية لاستبدال الأمريكيين المولودين في الولايات المتحدة بالمهاجرين لتحقيق مكاسب انتخابية. وجد الاستطلاع أن من وصفوا أنفسهم مشاهدين لوسائل الإعلام المحافظة واليمينية المتطرفة كانوا أكثر ميلًا لتصديق هذه النظرية، إذ آمن بها 45% من مشاهدي شبكة أخبار أمريكا الواحدة (OANN) ونيوزماكس، و31% من مشاهدي فوكس نيوز، مقارنةً بـ 13% من مشاهدي سي إن إن، و11% من مشاهدي إم إس إن بي سي.
أظهر استطلاع آخر أجرته ياهو نيوز ويوغوف في مايو 2022 أن 61% من الأشخاص الذين صوتوا لدونالد ترامب في الانتخابات الرئاسية الأمريكية لعام 2020 يعتقدون أن مجموعة من الناس في هذا البلد يحاولون استبدال الأمريكيين المولودين في البلاد بمهاجرين وأشخاص من ذوي البشرة الملونة يشاركونهم آراءهم السياسية.

## التاريخ

### الأصول
تعود أصول الفكرة الأساسية لاستبدال السكان البيض في الولايات المتحدة إلى أواخر القرن التاسع عشر، عندما بدأ الأمريكيون من الطبقة العليا يخشون وصول من اعتبروهم مهاجرين كاثوليك ويهود أدنى منزلة من شرق وجنوب أوروبا. وكان من بين القادة السيناتور الجمهوري هنري كابوت لودج، والمجادل ماديسون غرانت، مؤلف كتاب زوال العرق العظيم (1916). سعى هؤلاء لتقييد الهجرة. وفرض الكونغرس هذه القيود في النهاية بموجب قانون الهجرة لعام 1924. لكن القيود الرئيسية أزيلت بموجب قانون الهجرة والجنسية لعام 1965.
وفقًا لإيل ريف من شبكة CNN، فإن فكرة الاستبدال العظيم بقت هامشية في الغالب في الولايات المتحدة حتى عام 2014. في ذلك العام، بدأ أعضاء حركة غيمرغيت بالتواصل مع النازيين الجدد على منصتي 4chan و8chan، ما أدى إلى دخول موجة هائلة من الشباب إلى عالم القومية البيضاء القديم.

### مسيرة توحيد اليمين
عام 2017، استخدم المتظاهرون العنصريون البيض في مسيرة توحيد اليمين في شارلوتسفيل، فرجينيا، شعارات تلمح إلى أفكار مماثلة للاستبدال العرقي، مثل هتاف لن تحلوا محلنا ولن يحل اليهود محلنا. صرح الكاتب الفرنسي رينو كامو -الذي صاغ مصطلح الاستبدال العظيم- بعد ذلك الحدث بأنه لا يدعم العنف، ونفى أي ارتباط بين أفكاره والنازيين الجدد، ومع ذلك، قال إنه يوافق على الشعور الكامن وراء الهتاف. أيد النائب الأمريكي ستيف كينج نظرية المؤامرة، قائلًا نعم، استبدال عظيم، في إشارة إلى أزمة المهاجرين الأوروبيين، حيث قال 80% من هؤلاء الأشخاص الذين يدخلون أوروبا عبر الهجرة العرقية هم من الشباب. قدم كينج نظرية الاستبدال العظيم قلقًا مشترك بين أوروبا والولايات المتحدة، مدعيًا أنه إذا استمرينا في إجهاض أطفالنا واستيراد بديل لهم من الشباب العنيفين، فإننا نستبدل ثقافتنا وحضارتنا. وألقى باللوم على جورج سوروس بوصفه مجرمًا مزعومًا وراء هذه المؤامرة.

### الإجهاض
ورد في مايو 2019 أن سيناتور ولاية فلوريدا دينيس باكسلي استخدم نظرية الاستبدال فيما يتعلق بنقاش الإجهاض في الولايات المتحدة. وفي حديثه عن معدلات المواليد في أوروبا الغربية تحذيرًا للأمريكيين، قال عندما يكون معدل المواليد أقل من 2%، فإن هذا المجتمع آخذ في الزوال، ويحل محله أناس يأتون بعدهم من المهاجرين، لا يرغبون في الاندماج في هذا المجتمع، وهم يؤمنون بإنجاب الأطفال. في الشهر التالي، أيد نيك إيسجرو، نائب رئيس الحزب الجمهوري في ولاية مين، نظرية المؤامرة بعد أن زعم أن الإعانات المالية تروج لعمليات الإجهاض في الولايات المتحدة لقتل شعبنا، وأن طالبي اللجوء بيادق بشرية تتحكم فيها النخب العالمية وشركاؤها هنا في أوغوستا. أفاد جريج كيسيتش، الكاتب في صحيفة بورتلاند برس هيرالد، أن خطاب عمدة واترفيل الحالي جسد مشاعر الاستبدال العظيم.

### إطلاق النار في كنيس بيتسبرغ عام 2018
في أكتوبر 2018، قتل الإرهابي اليميني المتطرف روبرت باورز 11 شخصًا، من بينهم ناجون من الهولوكوست، في كنيس شجرة الحياة - أور ليسمحا في حي سكويرل هيل بمدينة بيتسبرغ، بنسلفانيا. كان هذا الهجوم أعنف هجوم معاد للسامية في التاريخ الأمريكي الحديث. قبل المذبحة، أشارت منشورات باورز الأخيرة على مواقع التواصل الاجتماعي، التي أكدها زملاؤه السابقون، إلى أن ميوله المحافظة سرعان ما تحولت إلى قومية بيضاء. استلهم مطلق النار في النهاية من مذيع الراديو اليميني جيم كوين، وانخرط بشكل عميق في مواقع التواصل الاجتماعي المتطرفة، مثل غاب، مروجًا لنظريات المؤامرة المعادية للسامية. نشر مطلق النار منشورات تدعم نظرية مؤامرة الإبادة الجماعية البيضاء، مثل المنشور الذي جاء فيه تذكير يومي التنوع يعني مطاردة آخر شخص أبيض. قبل الهجوم بفترة وجيزة، نشر مطلق النار سلسلة من المنشورات على موقع غاب (Gab) يهاجم المنظمات اليهودية ويروج للاستبدال العظيم، قائلًا تحب منظمة HIAS جلب الغزاة الذين يقتلون شعبنا. لا يمكنني الجلوس ومشاهدة شعبي يُذبح. اذهبوا إلى الجحيم، سأتدخل.